# 니우세르레

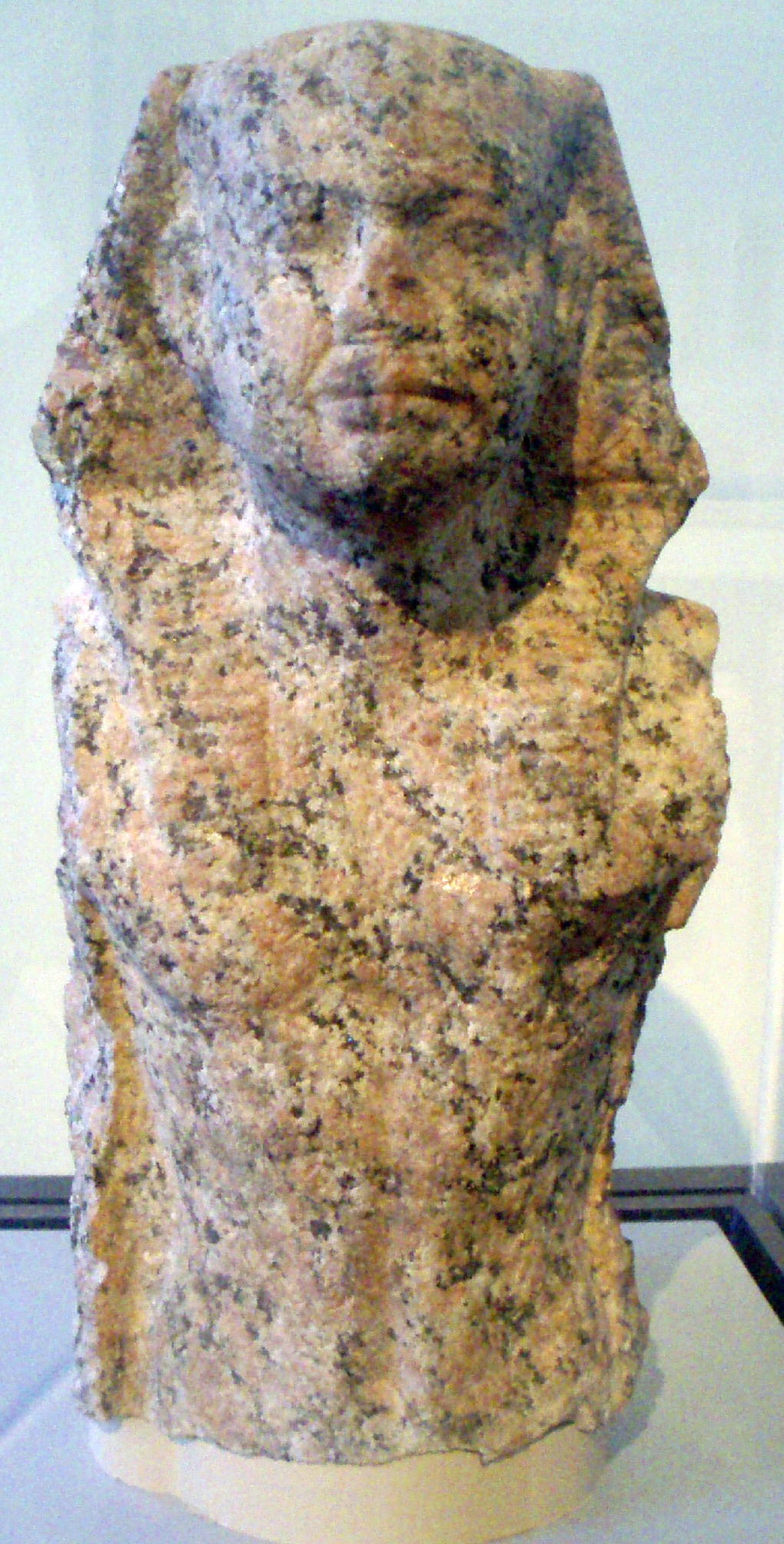

니우세르레는 이집트 제5왕조의 파라오이다. "레의 힘을 가지다"라는 뜻이다. 탄생명은 이니이다. 네페레프레의 동생이자 네페리르카레의 작은 아들이다.
마네토에 따르면 그는 44년을 다스렸다. 심하게 손상된 토리노 파피루스에는 24년의 재위 기간이 나와 있다. 그러나 니우세르레의 태양 신전에서 왕위 갱신제의 흔적이 발견된 후, 토리노 파피루스에 대한 재검토가 진행되고, 30년 이상 재위한 것은 확실하게 되었다.
리비아와 오리엔트 지역에 원정했다는 기록이 있지만, 고고학적 유물은 발견되지 않았다.
니우세르레의 피라미드는 아부시르에 있다. 사후레와 네페리르카레의 피라미드 사이에 위치하고 있으며, 높이는 50미터, 면적은 79제곱미터, 경사각은 52도이다.
| 전임 네페레프레 | 제6대 이집트 제5왕조의 파라오 기원전 2458년 ~ 기원전 2422년 | 후임 멘카우호르 |